# Jan Chryzostom Czapski
Jan Chryzostom Czapski herbu Leliwa (ur. 1656, zm. 18 maja 1716) – kasztelan elbląski.

## Rodzina
Syn Franciszka Mirosława, podkomorzego malborskiego. Brat Piotra Aleksandra, wojewody pomorskiego i kasztelana chełmińskiego oraz Tomasza Franciszka, biskupa chełmińskiego. Ożenił się z Ludwiką Rudnicką.
Ojciec Franciszka (zm. 1736), kasztelana gdańskiego.

## Kariera
Będąc towarzyszem chorągwi pancernej, uczestniczył w bitwie pod Wiedniem. Pełnił urząd podkomorzego malborskiego. Od 1693 kasztelan kruszwicki, od 1699 kasztelan elbląski. 
Marszałek sejmiku powiatu puckiego w 1696 roku. Po zerwanym sejmie konwokacyjnym 1696 roku przystąpił 28 września 1696 roku do konfederacji generalnej.
Pochowany został w Nowem.